# Не!
„Не!“ (на английски: Nope) е американски научнофантастичен филм на ужасите от 2022 г., написан, режисиран и продуциран от Джордж Пийл под неговият етикет „Монкипау Продъкшънс“. Във филма участват Даниел Калуя, Кики Палмър и Стивън Ян. Снимките започват в Лос Анджелис и Южна Калифорния на 7 юни 2021 г. Премиерата на филма е пусната по кината в Съединените щати на 22 юли 2022 г. от „Юнивърсъл Пикчърс“.